# Henry (cráter marciano)
Henry es un gran cráter situado en el cuadrángulo Arabia de Marte, con las coordenadas 10.9° de latitud norte y 23.3° de longitud este. Tiene 171 kilómetros de diámetro. Lleva este nombre en honor de los hermanos Paul-Pierre Henry y Mathieu-Prosper Henry, fabricantes de telescopios y astrónomos franceses.

## Estratos
El cráter Henry tiene un gran montículo en su centro que muestra estratos en ciertas partes. Se sabe que estas capas pueden tener unos cuantos metros o incluso decenas de metros de espesor. Investigaciones realizadas por científicos del Instituto de Tecnología de California (Caltech) sugieren que un antiguo cambio de clima en Marte (posiblemente causado por una variación regular de la oblicuidad del eje del planeta) puede haber generado estos patrones estratificados. En la Tierra, cambios similares (de origen astronómico) tuvieron como resultado los ciclos climáticos de la edad de hielo.
El estudio de los estratos presentes en cráteres del sector occidental del cuadrante Arabia ha proporcionado mucha información sobre estas capas. Cada capa puede tener un espesor medio inferior a 4 metros en un cráter, pero 20 metros en otro. A pesar de que los cráteres de este estudio están justo fuera de la frontera del cuadrángulo Arabia, las conclusiones obtenidas probablemente también serán aplicables allí. El patrón medido de los estratos dentro de cada capa en el cráter Becquerel, sugiere que cada estrato se formó en un periodo de aproximadamente 100.000 años. Además, cada 10 estratos están agrupados en unidades más grandes. El patrón de 10 estratos está repetido al menos 10 veces. Así que cada patrón de 10 estratos tardó del orden de un millón de años en formarse.
Se cree que el patrón regular de las capas en Arabia está conectado con un ciclo regular de cambios en el eje de rotación de Marte. El cambio de inclinación del eje de rotación de la Tierra solo ha variado poco más de 2 grados. En contraste, en Marte ha variado decenas de grados. Cuando la oblicuidad es baja, los polos son los sitios más fríos en el planeta, mientras que el sol está localizado cerca el ecuador todo el tiempo. Esto podría causar que los gases de la atmósfera, como el vapor de agua y el dióxido de carbono, se desplazasen hacia los polos, donde quedarían confinados en forma de hielo. Cuando la oblicuidad se incrementa, los polos reciben más sol, provocando un movimiento en sentido contrario. Cuando el dióxido de carbono se desplazara desde los polos, se registrarían aumentos de presión atmosférica, causando quizás una diferencia en la capacidad de los vientos para transportar arena y depositarla. También con más agua en la atmósfera, los granos de arena pueden cementarse mejor entre sí y formar capas. El estudio se realizó utilizando imágenes estereográficas de la topografía del planeta obtenida procesando los datos tomados por la cámara de alta resolución a bordo del Mars Reconnaissance Orbiter de la NASA.
Otro grupo de investigadores ha propuesto el flujo a la superficie del agua subterránea cargada de minerales disueltos (especialmemte sulfatos) como la causa de los estratos. Esta hipótesis se basa en un sistema de aguas subterráneas con sulfatos, descubierto en una zona muy amplia. Inicialmente, al examinar los materiales de la superficie con el Rover Oportunity, los científicos descubrieron que el agua subterránea había fluido repetidamente y depositado sulfatos.  Estudios posteriores con los instrumentos a bordo del Mars Reconnaissance Orbiter mostraron que las mismas clases de materiales existían en una amplia zona, incluyendo Arabia. En este modelo, las capas en el montículo de Henry estarían causadas en parte por los sedimentos arrastrados hacia el cráter y en parte por los minerales que han fluido con el agua subterránea al depositarse.

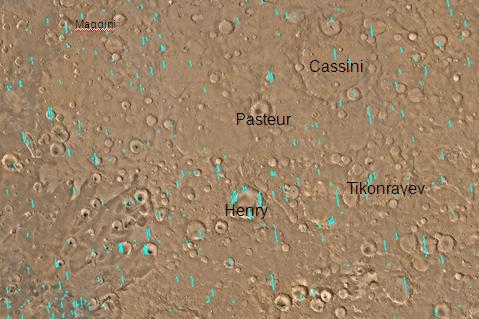
Mapa del cuadrángulo de Arabia con cráteres importantes.
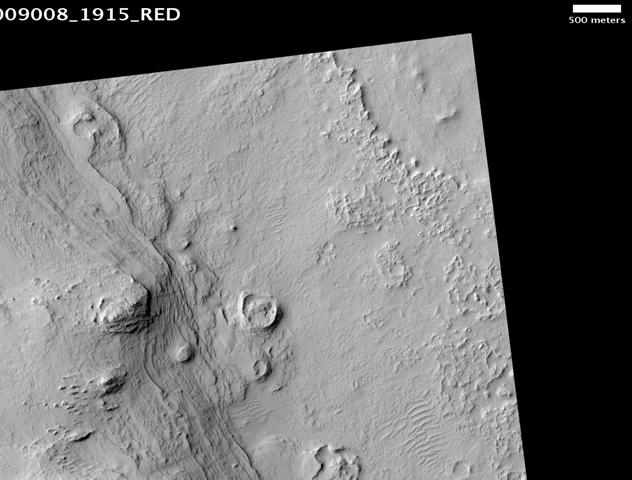
Montículo del cráter Henry (imagen HiRISE).